# Carl Frederik Sørensen

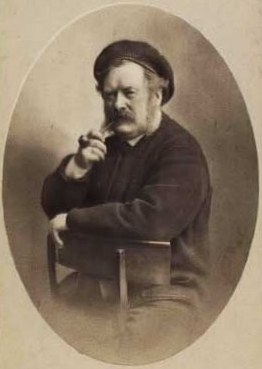
Carl Frederik Sørensen, Fotografie vor 1879

Die Seeschlacht bei Lissa 1866, Versenkung der Rè d’Italia, 1868

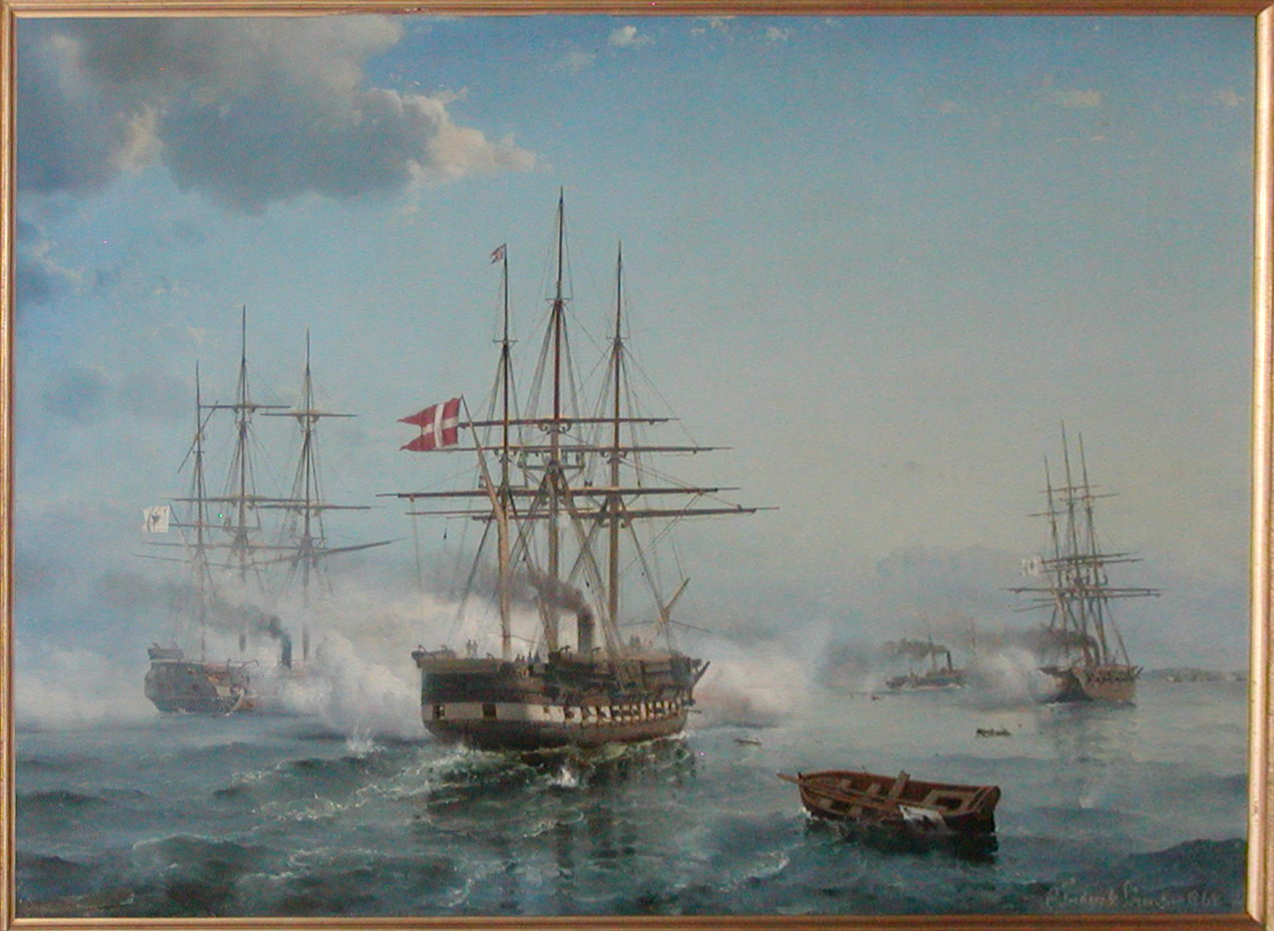
Das Seegefecht vor Svinemünde, 1864

Carl Frederik Sørensen (* 8. Februar 1818 in Besser auf Samsø; † 24. Januar 1879 in Kopenhagen) war ein dänischer Marinemaler.

## Leben und Werk
Sørensen war ab 1834 Schüler der Königlich Dänischen Kunstakademie in Kopenhagen und ab 1845 Privatschüler bei Professor Christoffer Wilhelm Eckersberg (perspektivisches Zeichnen). Der junge Maler vertiefte sich in Naturstudien und bereiste auch Italien, um seine Ausbildung abzuschließen. In dieser Zeit malte er einige venezianische Motive. Ab 1866 hielt sich der Künstler an der Akademie in Stockholm auf, ab 1874 ist er auf Island nachgewiesen. Dazwischen bereiste er immer wieder Italien. Sørensen beschränkte sich in seinem Œuvre nahezu ausschließlich auf maritime Motive.
Viele seiner Werke befinden sich in staatlichen Museen in Skandinavien, beispielsweise im Staatlichen Kunstmuseum in Kopenhagen oder im Schwedischen Nationalmuseum in Stockholm. Viele Arbeiten des Künstlers befinden sich in Privatbesitz. Bei Kunstauktionen – auch im deutschsprachigen Raum – tauchen seine Werke immer wieder auf und können auf diesem Weg auch von privaten Kunstliebhabern erworben werden.

## Werke (Auszug)
- Die Seeschlacht bei Lissa. Öl auf Leinwand, 1868, 84 × 120,5 cm. Heeresgeschichtliches Museum, Wien.[2]
- Rauhe See um eine Landzunge. Öl auf Leinwand, 1849, 32 × 45,5 cm. Fitzwilliam-Museum, Cambridge.
- Blick von Capri über die Bucht von Neapel zum Vesuv. Öl auf Leinwand, 1868, Privatbesitz
- Schiffe vor Kopenhagen. Öl auf Leinwand, Privatbesitz
- Das Seegefecht vor Svinemünde, 1864, Öl auf Leinwand, Dänisches Nationalhistorisches Museum, Schloss Frederiksborg, Hillerød
- Dänische Seeblockade vor der Elbemündung, um 1849, Dänisches Nationalhistorisches Museum, Schloss Frederiksborg, Hillerød